# タイオガ郡 (ニューヨーク州)
タイオガ郡（英: Tioga County、[taɪˈoʊɡə]）は、アメリカ合衆国ニューヨーク州の南部に位置する郡である。2010年国勢調査での人口は51,125人であり、2000年の51,784人から1.3%減少した。郡庁所在地はオウィーゴ村（人口3,896人）であり、同郡で人口最大の村はウェイバリー村（人口4,444人）である。郡名は「分かれ目」を意味するインディアンの言葉であり、集合場所を表現している。
タイオガ郡はビンガムトン大都市圏に属している。

## 歴史
1789年、州中央部から西部を大きく占めていたモンゴメリー郡からオンタリオ郡が分離した。このときのオンタリオ郡は現在の領域よりもかなり広かった。現在のアリゲイニー郡、カタラウガス郡、シャトークア郡、エリー郡、ジェネシー郡、モンロー郡、ナイアガラ郡、オーリンズ郡、スチューベン郡、ワイオミング郡、イェーツ郡の全体と、スカイラー郡、ウェイン郡の一部が含まれていた。
1791年、タイオガ郡はハーキマー郡やオチゴ郡と共にモンゴメリー郡から分離して設立された。このときは現在よりも広く、ブルーム郡とシェマング郡の全体、およびシェナンゴ郡とスカイラー郡の一部を含んでいた。
1798年にシェマング郡（スカイラー郡の一部を含む）が分離し、またハーキマー郡の一部を併せてシェナンゴ郡が作られた。1806ね、さらにブルーム郡が分離して、現在の大きさになった。

## 地理
タイオガ郡はニューヨーク州南西部にあり、ビンガムトン市の西、ペンシルベニア州境のすぐ北に位置している。サスケハナ川が郡内を流れてペンシルベニア州に入る。州内ではサザン・ティアと呼ばれる地域に入っている。
郡内最高地点は郡北部隅にある岡で、標高は1,994フィート (607.8 m) である。
アメリカ合衆国国勢調査局に拠れば、郡域全面積は523平方マイル (1,354 km2)であり、このうち陸地519平方マイル (1,343 km2)、水域は4平方マイル (11 km2)で水域率は0.81%である。

### 主要高規格道路
- ニューヨーク州道17号線（サザン・ティア・イクスプレスウェイ）
- ニューヨーク州道17C号線
- ニューヨーク州道38号線
- ニューヨーク州道96号線
- ニューヨーク州道96B号線

### 隣接する郡
- コートランド郡 - 北東
- ブルーム郡 - 東
- サスケハナ郡 (ペンシルベニア州) - 南東
- ブラッドフォード郡 (ペンシルベニア州) - 南
- シェマング郡 - 西
- トンプキンス郡 - 北西

## 人口動態
以下は2010年国勢調査による人口統計データである。
基礎データ
- 人口: 51,125人
- 人口密度: 38人/km2（98人/mi2）
- 住居数: 22,203 軒
  - 使用中の住居: 20,350 軒 (91.3%)
  - 空室: 1,853 軒 (8.3%)
- 住居密度: 15軒/km2（39軒/mi2）

人種別人口構成
- 白人: 96.9%
- アフリカン・アメリカン: 0.7%
- ネイティブ・アメリカン: 0.2%
- アジア人: 0.7%
- 太平洋諸島系: 0.01%
- その他の人種: 0.3%
- 混血: 1.1%
- ヒスパニック・ラテン系: 1.4%

## 町と村
- ウェイバリー村
- オウィーゴ村 - 郡庁所在地
- アパラチン（ハムレット）
- バートン町
- バークシャー町
- キャンドア町
- キャンドア村
- ニューアークバレー町
- ニューアークバレー村
- ニコルズ町
- ニコルズ村
- オウィーゴ町
- リッチフォード町
- スペンサー町
- スペンサー村
- タイオガ町